# Stumsvetsning
Stumsvetsning är en metod för att sammanfoga plaströr av polyeten. 
Metoden går ut på att rörändarnas värms till 230°C så att de smälter. Därefter pressas rören mot varandra under tryck. Trycket behålls tills rören svalnat. Fogen får då ungefär samma hållfasthet som röret.